# Szergej Fjodorovics Bondarcsuk
Szergej Fjodorovics Bondarcsuk (Сергей Фёдорович Бондарчук; Bilozerka falu, Herszoni kormányzóság, Ukrajna, 1920. szeptember 25. – Moszkva, 1994. október 20.) több állami díjjal kitüntetett ukrán származású szovjet filmszínész, filmrendező, forgatókönyvíró.

## Élete, munkássága
Középiskoláit Taganrogban fejezte be 1938-ban, de egy évvel korábban már fellépett a városi színházban. 1938–1941 között Rosztov-na-Donu színiiskolájában folytatta tanulmányait. A háború idején, 1942-től a hadseregben, a fronton teljesített szolgálatot. 1946-ban a moszkvai Állami Filmintézet (VGIK) hallgatója lett, színész szakon szerzett diplomát 1948-ban.
Azonnal két filmszerepet kapott, az egyiket főiskolai tanára, Szergej Geraszimov filmjében (Az ifjú gárda), három év múlva a Széttört bilincsek-ben nyújtott alakításáért (Tarasz Sevcsenko ukrán költő szerepében) már állami kitüntetésben részesült. Első nemzetközi bemutatkozása az Othello (1955) filmváltozatának címszereplőjeként sikeres volt (rendezője, Szergej Jutkevics az 1956-os cannes-i filmfesztiválon a legjobb rendezés díját kapta). Desdemona szerepét Irina Szkobceva játszotta, akit négy évvel később feleségül vett, miután elvált első feleségétől, Inna Makarova színésznőtől.
Filmrendezőként egy fekete-fehér háborús filmmel, a külföldön is sikerrel vetített Emberi sors-sal mutatkozott be. A film egy szovjet katona német fogságba esésének és szökésének emberközelien ábrázolt, a háborús szovjet filmek sematizmusával szakító története. Forgatókönyve Mihail Solohov elbeszéléséből készült, de lírai hangvételének kialakításában nyilván Bondarcsuk saját élményei is közrejátszottak. Filmjéért 1960-ban a Szovjetunióban Lenin-renddel tüntették ki.
Rendezőként és filmszínészként is legismertebb, immár klasszikus alkotása Lev Tolsztoj regényének filmváltozata, a Háború és béke, melyben Pierre Bezuhov szerepét játszotta. A színes, négyrészes film művészi és gyártásszervezési szempontból egyaránt hatalmas alkotás. Kritikai fogadtatása nem volt egyértelmű, de a rendezés erényeit, megjelenítő erejét, a vállalkozás nagyságát általánosan elismerték. Az év legjobb külföldi filmjének járó Oscar-díjat kapta az USA-ban.
A Háború és béke sikerét követően Bondarcsuk 1971-ben a Szovjet Filmkészítők Szövetségének elnöke lett, ami abban az időben egyértelműen politikai szerepvállalást jelentett. Az 1980-as években a filmes társadalomban a reformokat ellenző konzervatív politikai irányvonal képviselőjének tekintették és tisztségéből 1986-ban felmentették.
Koprodukcióban készült filmjei a hazaiaknál kevesebb sikerrel jártak. A napóleoni háborúk utolsó csatájáról Dino De Laurentiis-produkcióban, világsztárokkal forgatott Waterloo (1970/I) elmaradt a várakozástól. Solohov regényének filmváltozatát, az 1989-ben elkezdett, szintén angol nyelvű Csendes Don-t (Quiet Flows the Don) a felvételek befejezése után jogi problémák miatt félbehagyták és Bondarcsuk életében nem is folytatták. Végül az orosz verzió utómunkálatait az oroszországi 1-es tv-csatornán végezték el a rendező fia, Fjodor Bondarcsuk filmrendező közreműködésével. Az erről szóló hivatalos bejelentésre 2006 októberében került sor.

## Családja
- Első felesége: Inna Makarova színésznő
  - Lányuk, Natalja Bondarcsuk – színésznő, filmrendező
- Második felesége (1959-től): Irina Szkobceva színésznő
  - Lányuk, Jelena Bondarcsuk – színésznő
  - Fiuk, Fjodor Bondarcsuk – színész, filmrendező

## Filmjei

### Filmszerepek
- 1948: Egy igaz ember (Повесть о настоящем человеке)
- 1948: Az ifjú gárda (Молодая гвардия)
- 1950: Az aranycsillag lovagja (Кавалер золотой звезды)
- 1951: Széttört bilincsek (Тарас Шевченко)
- 1953: Usakov admirális (Ушаков)
- 1953: Hajókkal a bástyák ellen (Корабли штурмуют бастионы)
- 1955: Befejezetlen elbeszélés (Неоконченная повесть)
- 1955: Othello (Отелло)
- 1955: A léha asszony (Попрыгунья)
- 1958: Mentek a katonák	(Шли солдаты)
- 1959: Emberi sors (Судьба человека)
- 1960: Szerjozsa (Серёжа)
- 1968: Háború és béke (Pierre Bezuhov) (Война и мир)
- 1969: A neretvai csata (Битва на Неретве)
- 1970: Ványa bácsi (Asztrov) (Дядя Ваня)
- 1973: Dr. Evans hallgatása (Молчание доктора Ивенса)
- 1974: Ilyen magas hegyek (Vrhovi Zelengore, Такие высокие горы)
- 1975: A cél kiválasztása (Выбор цели)
- 1978: Sztyepp (Степь)
- 1978: Szergij atya (Отец Сергий)
- 1979: Szárnyalás	(Взлёт)
- 1979: Foglalkozása filmszínész (Профессия – киноактёр)
- 1980: A bögöly (Овод)
- 1986: Borisz Godunov (Борис Годунов)
- 1989: Csendes Don (Quiet Flows the Don, Тихий Дон)
- 1992: Vihar Oroszország felett (Гроза над Русью)

### Filmrendezői munkák
- 1959: Emberi sors (Судьба человека)
- 1968: Háború és béke I.–IV. (Война и мир)
- 1970: Waterloo I. (Ватерлоо I.)
- 1976: A hazáért harcoltak (Они сражались за Родину)
- 1978: Sztyepp (Степь)
- 1983: Vörös harangok I.–II. (Красные колокола I–II.)
- 1986: Borisz Godunov (Борис Годунов)
- 1989: Csendes Don (Quiet Flows the Don, Тихий Дон)

### Forgatókönyvek
- 1968: Háború és béke I.–IV. (Война и мир)
- 1970: Waterloo I. (Ватерлоо I.)
- 1976: A hazáért harcoltak (Они сражались за Родину)
- 1978: Sztyepp (Степь)
- 1983: Vörös harangok I.–II. (Красные колокола I–II.)
- 1986: Borisz Godunov (Борис Годунов)

A Cannes-i Nemzetközi Filmfesztivál zsűrijének tagja (1967, 1983)
A Velencei Nemzetközi Filmfesztivál zsűrijének tagja (1959, 1960)